# Pezzolo (Messina)
Pezzolo è una frazione della 1ª Municipalità del comune di Messina,  posta a Sud sopra delle alte colline in posizione panoramico sullo stretto di Messina, a circa 24 km dal centro cittadino e a pochi chilometri dalla costa jonica.

## Origine del nome
Il toponimo deriva dal greco Πιξούλι (Pixùli).

## Storia
Già abitata in tempi remoti,  si sviluppò al tempo delle incursioni saracene, quando gli abitanti della costa cercavano rifugio sulle alte colline. Dopo la rivolta antispagnola del 1674-78, subì la sorte dei casali di Altolia, Molino, Briga Superiore: venne messa all'asta e venduta a dei possidenti. Nel 1727 i terreni vennero confiscati e tornarono nel patrimonio demaniale. 
 Nel 1844 il paese, dopo un processo in tribunale si affrancò (insieme ad altri) delle "angherie" del monastero benedettino di San Placido Calonerò.
 Nel 1866, con l'eversione dell'asse ecclesiastico, lo Stato italiano confiscò i terreni delle congregazioni religiose, vendendoli o mettendoli a gabella. Parecchi appezzamenti passarono nella disponibilità dei contadini del paese.

## Monumenti e luoghi d'interesse
La chiesa principale è quella dedicata a San Nicola di Bari, protettore del villaggio, risalente alla seconda metà del secolo XVI. Danneggiata gravemente dal terremoto del 1908, venne ristrutturata negli anni successivi. Vanta un artistico portale realizzato dagli allievi di Antonello Gagini. Costruita in pietra di Siracusa, la chiesa presenta una struttura ad arco e nella facciata sono raffigurati i simboli dei Quattro Evangelisti in bassorilievo, le teste alate dei Cherubini, una Madonna con bambino e Santi. Nelle due grosse basi di sostegno, sono invece visibili le figure delle Chimere alate, realizzate in altorilievo. Accanto alla chiesa sorge un alto campanile dove c'è murata una targa che riporta la data del 1598.
Nella parte alta dei paese sorgeva la chiesa della Madonna dell'Itria, rasa al suolo dal terremoto del 1908 e ridotta ormai a qualche piccolo reperto. Come espressione del rinascimento siciliano Gioacchino di Marzo documenta una statua marmorea raffigurante una Madonna con bambino.
La chiesa della Madonna di Loreto, che ha dato il nome alla contrada in cui si trova, si conserva in condizioni migliori. Secondo gli esperti sarebbe sorta intorno all'VIII secolo sul finire dell'epoca bizantina.

## Economia
Secoli di economia agricola hanno impresso nel territorio la caratteristica sistemazione a terrazzamento delle colline, con lo scavo del terreno fermato da muretti a secco costruiti con sassi di riporto. Fino agli anni '60 del XX secolo questi gradoni erano coltivati ad ortaggi, frumento, segale, farro, agrumi, ulivi e vite, mentre le zone più alte delle colline venivano destinate al pascolo. Il bosco demaniale forniva inoltre legna da ardere che alimentava anche il commercio della carbonella.
Precedentemente, fino alla seconda guerra mondiale, l'allevamento del baco da seta e la produzione serica erano una voce importante nel bilancio degli abitanti di Pezzolo. 

## Infrastrutture e trasporti pubblici
La viabilità maggiore è rappresentata dalla Strada Provinciale n°35 che dal bivio di Ponte Schiavo, sulla vecchia Strada Nazionale dopo 6,5 chilometri circa di curve e tornanti, passando davanti al monastero benedettino di San Placido Calonerò (attuale Istituto Agrario "Pietro Cuppari"), giunge in paese.
 La viabilità minore è composta da vicoli e scalinate, oltre a due trafori scavati nel XIX secolo.

Il villaggio è collegato al centro cittadino da due linee di autobus dell'ATM: la linea nº 3 (Pezzolo - Ponte Schiavo Stazione FFSS - Terminal ZIR) e la linea nº 1 Shuttle 100 (Giampilieri sup. - Torre faro).